# Южная Кронштадтская дорога
Южная Кронштадтская дорога — улица в Кронштадте. Пролегает в южной части острова, ответвляется от КАД Санкт-Петербурга на северо-запад к югу от пересечения последней с Кронштадтским шоссе; заложена в XVIII веке. Протяжённость магистрали — 1800 метров.

## География
Южная Кронштадтская дорога, помимо пересечения с КАД Санкт-Петербурга, соединяется проездами с Цитадельским шоссе на востоке (на территории 19 квартала) и с Кронштадтским шоссе на западе. Западная оконечность дороги выходит к форту «Шанец». Общая протяжённость магистрали, включая проезды, — 3560 метров.
Кроме того, магистраль соединяется просёлочной дорогой протяжённостью 2100 метров, проложенной параллельно Кронштадтскому шоссе, с фортом «Риф».
Ряд территорий в районе дороги являются охраняемыми средовыми районами.
Согласно Закону Санкт-Петербурга "О границах зон охраны объектов культурного наследия на территории Санкт-Петербурга и режимах использования земель в границах указанных зон и о внесении изменений в Закон Санкт-Петербурга «О Генеральном плане Санкт-Петербурга и границах зон охраны объектов культурного наследия на территории Санкт-Петербурга» (принят Законодательным Собранием Санкт-Петербурга 24 декабря 2008 года) Южная Кронштадтская дорога относится к элементам исторической планировочной структуры с охраняемой трассировкой, аллейными посадками и озеленением.

## Здания и сооружения
- Склады ВМФ
- Батарея «Демидов»
- Южная мортирная батарея
- Мортирная батарея № 1
- Мортирная батарея № 2
- Форт «Шанец»[4]
- Планируется строительство четвёртой очереди паромно-перегрузочного комплекса[5]
- В 220 метрах от дороги расположен аэродром «Бычье поле»[6]

## Пересечения
С запада на восток:
- Кронштадтское шоссе (соединена проездом)
- КАД Санкт-Петербурга
- Цитадельское шоссе (соединена проездом)